# Хейфилд (город, Миннесота)
Хейфилд (англ. Hayfield) — город в округе Додж, штат Миннесота, США. На площади 3,3 км² (3,3 км² — суша, водоёмов нет), согласно переписи 2002 года, проживают 1325 человек. Плотность населения составляет 405,2 чел./км².
- Телефонный код города — 507
- Почтовый индекс — 55940
- FIPS-код города — 27-27872[1]
- GNIS-идентификатор — 0644794[2]